# Heinz-Peter Überjahn
Heinz-Peter Überjahn, född 13 november 1948 i Velbert, är en tysk fotbollstränare. Überjahn är mest känd för att ha verkat inom afrikansk fotboll. 1981-1986 var han förbundskapten för Nigers fotbollslandslag. Därefter tog han över Burkina Fasos fotbollslandslag fram till 1991. Åren 1991-2004 tränade han Namibias fotbollslandslag. Höjdpunkten var att Namibia kvalificerade sig för Afrikanska mästerskapet i fotboll 1998. 
Überjahn är idag bosatt i Tyskland och driver utbildningar för utländska tränare.